# Janko Potočnik
Janko Potočnik, slovenski baritonist, * Ljubljana
Obiskoval je Glasbeno šolo Ljubljana Vič – Rudnik, kjer je končal šest let klavirja pri prof. Janku Snoju. Petja se je začel učiti na nižji glasbeni šoli pri prof. Editi Garčevič – Koželj, pri kateri je končal tudi prvi letnik Srednje glasbene šole v Ljubljani. Nato je bil dve leti v razredu prof Mateje Arnež Volčanšek, srednješolsko obdobje pa je z odliko končal pri prof. Janku Volčanšku leta 2003.
Študij je nadaljeval pri prof. Ireni Baar na Akademiji za glasbo v Ljubljani, leta 2007 pa je diplomiral pod mentorstvom prof. Vlatke Oršanič. 
V letu 2002 je na državnem tekmovanju TEMSIG prejel drugo nagrado v svoji kategoriji. Med študijem se je izpopolnjeval na številnih pevskih seminarjih pri profesorjih: Matjaž Robavs, Ireni Baar, Marvinu H. Keenze-ju in Valentinu Enčevu.
Leta 2004 je s komornim orkestrom Akademije za glasbo izvajal minutno opero Slavka Osterca Saloma, v kateri je pel vlogo kralja heroda. Leta 2006 je imel recital samospevov v Slovenski Filharmoniji. Pod okriljem Akademije za glasbo je leta 2007 pel vlogo Bena v operi Telephone, skladatelja Gian Carla Menotti-ja. Leta 2008 je pel v operi Figarova svatba vlogo Grofa. Opera je bila izvajana v okviru Festivala morje v Sv. Križu pri Trstu.
Od leta 2012 poučuje petje na Glasbeni šoli Fran Korun Koželjski Velenje.